# David Cogliatti
David Cogliatti (* 1993 in St. Gallen) ist ein Schweizer Jazzmusiker (Piano, auch Keyboards, Synthesizer).

## Leben und Wirken
Cogliatti erhielt ab dem Alter von acht Jahren klassischen Klavierunterricht. Mit 14 Jahren entdeckte er seine Leidenschaft für den Jazz und erhielt Unterweisung auf dem Jazzpiano durch Marcel Schefer. Nach der Matura studierte er am Jazzcampus der Hochschule für Musik Basel bei Lester Menezes und William Evans, wo er 2018 mit dem Master in Musikpädagogik abschloss.
Cogliatti gründete ein Fusion-Trio mit dem Bassisten Theo Evers und dem Schlagzeuger Philipp Gut, das 2020 die EP C veröffentlichte. Er begleitete Musiker wie Michael von der Heide, Anna Rossinelli, Emilia Anastazja und Salome Moana. Er gehörte zu der Sambaband Cafe da Manha und arbeitete mit der Rapperin Miss C-Line. Im Quartett von Dominik Hoyer legte er 2022 das Album Nachtblau vor. Er ist auch auf dem Album Meditative Mouthfuls von Annie Goodchild und auf Too Deep von Maira zu hören.
Weiterhin unterrichtete Cogliatti an der Städtischen Musikschule Lörrach, der Musikschule Konservatorium Bern, der Musikschule Jazz in Basel und der Neuen Kantonsschule Aarau.

## Diskographische Hinweise
- Salome Moana Delicate (Unit Records 2020, mit Kira Linn, Marc Mezgolits, Marton Juhasz)
- Dominik Hoyer Band Nachtblau (Double Moon Records 2022)
- Michael von der Heide Nocturne (2023)